# Sunbeam Tiger

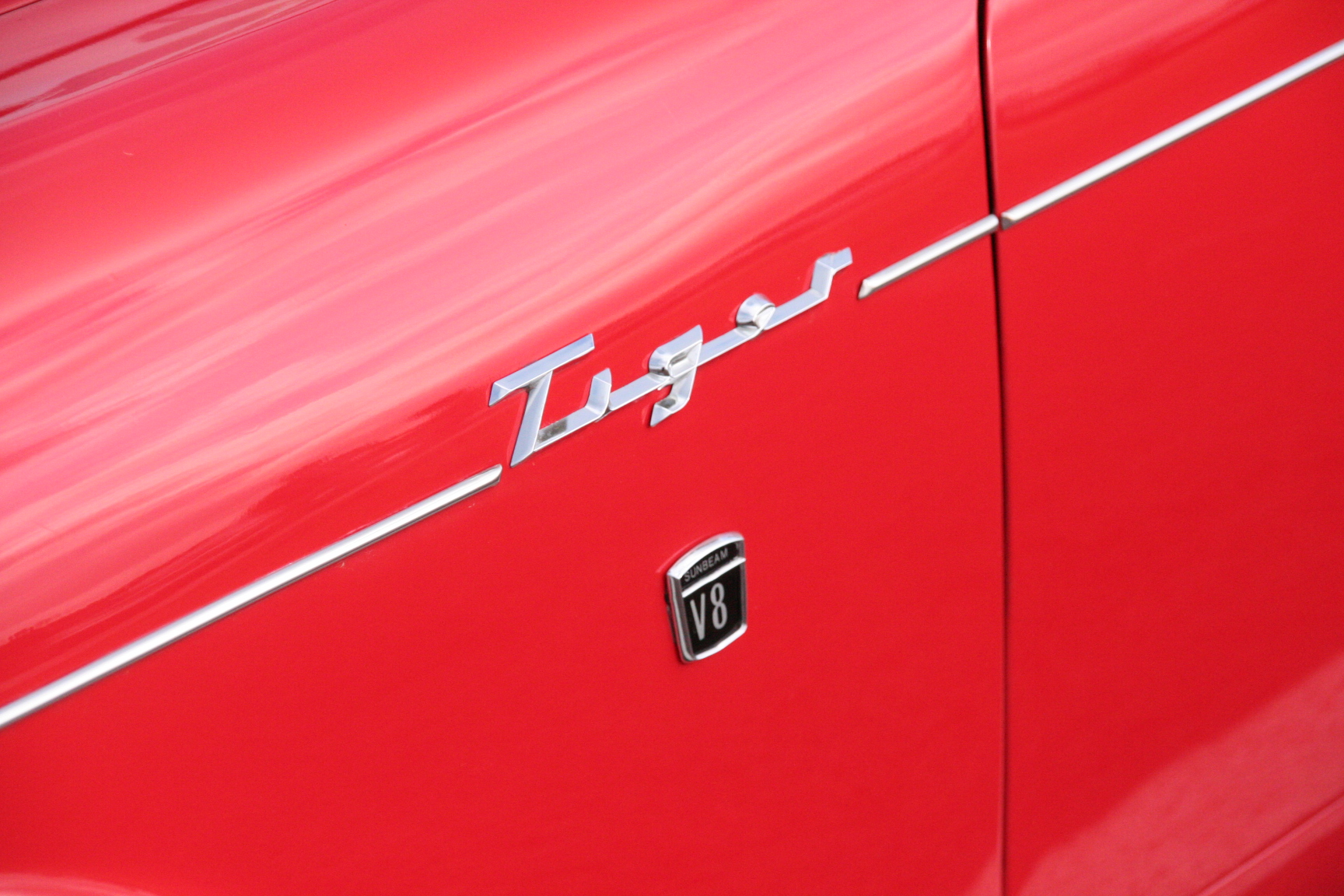
Las tiras cromadas a cada lado del logotipo del Tiger muestran que se trata de un automóvil de la Serie I

El Sunbeam Tiger es un coche deportivo producido por el fabricante británico Sunbeam desde 1964 hasta 1967. Como automóvil de competición, participó en numerosas pruebas de rally, así como en las 24 Horas de Le Mans.

## Historia del proyecto
Durante los años 1950, Norman Garrad diseñó el Sunbeam Alpine, un automóvil que en muchos aspectos anticipó una nueva generación de coches deportivos.
El Alpine tuvo un gran éxito también en las competiciones deportivas, en particular en las pruebas de rally. Sin embargo, su motor de 4 cilindros solo suministraba 78 hp, y Garrad no lo consideró lo suficientemente competitivo. Se tomaron en consideración varios propulsores producidos por el Grupo Rootes, de los cuales Sunbeam también formaba parte, pero ninguno se consideró adecuado. Rootes tenía grandes problemas financieros en ese momento, y no había dinero para diseñar un nuevo motor.
El hijo de Norman, Ian Garrad, era el gerente en la Costa Oeste de los Estados Unidos del Grupo Rootes. Continuando con el trabajo de su padre e inspirado por el reciente AC Cobra, Ian decidió mejorar el rendimiento del Alpine instalando un V8 estadounidense. Para evaluar la viabilidad del proyecto, Garrad organizó una reunión con John Panks, que fue el director del Grupo Rootes para América del Norte, y con Carroll Shelby.
Se dio una opinión favorable al proyecto, y Shelby aconsejó la adopción de un motor de bloque compacto, dado el pequeño tamaño del automóvil. De hecho, la mayoría de los V8 en el mercado no se podían acomodar en la pequeña caja del motor del Alpine, y al final optó por un motor Ford de bloque pequeño.

### Los primeros prototipos

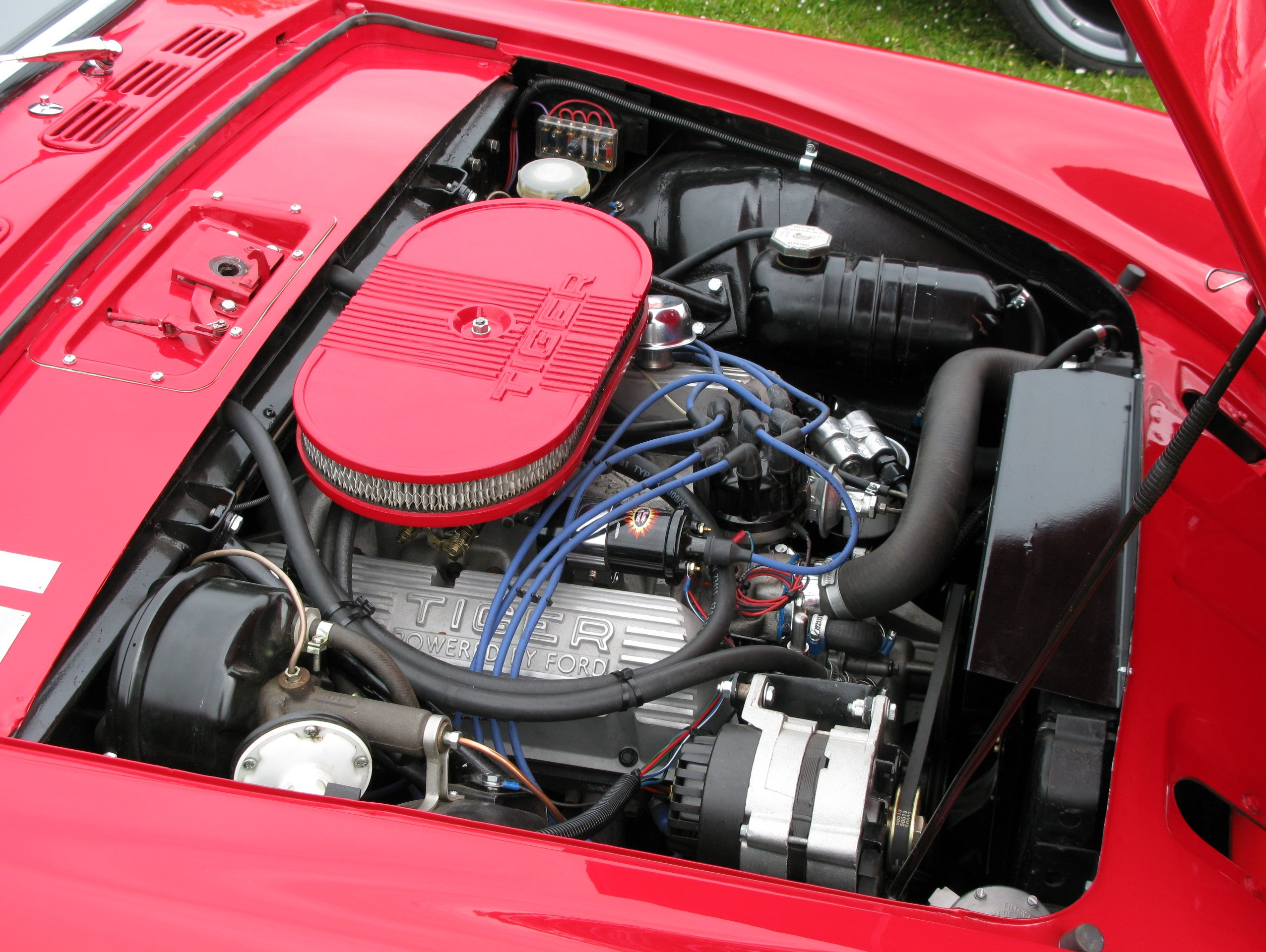
El motor Ford

Ian luego se dirigió al piloto Ken Miles y al propio Carroll Shelby, quienes trabajaron por separado en sus proyectos.
Shelby, a quien se le ofrecieron 10 000 dólares, partió de un Alpine serie III, en el que instaló el motor Ford, potenciado a 275 HP. Se adoptó un nuevo eje de transmisión, mientras que la refrigeración tuvo que ser modificada. El husillo de bolas original de la dirección fue reemplazado por un mecanismo de cremallera de origen MG.
El prototipo construido por Miles, por una tarifa de 800 dólares, era más convencional y conservaba la mayoría de los componentes del Alpine, incluida la dirección impulsada por bolas.
Ambos prototipos se completaron en mayo de 1963.
Los automóviles fueron sometidos a numerosas pruebas, pero el modelo construido por Shelby demostró ser claramente superior desde el principio. El coche fue transportado por barco al Reino Unido, donde se llevó a la fábrica de Sunbeam para una evaluación adicional. Finalmente, el prototipo fue presentado a Lord Rootes, el fundador del Grupo. Él mismo probó el automóvil y se mostró entusiasmado, a pesar de que había dejado puesto el freno de mano mientras conducía.

## La primera serie

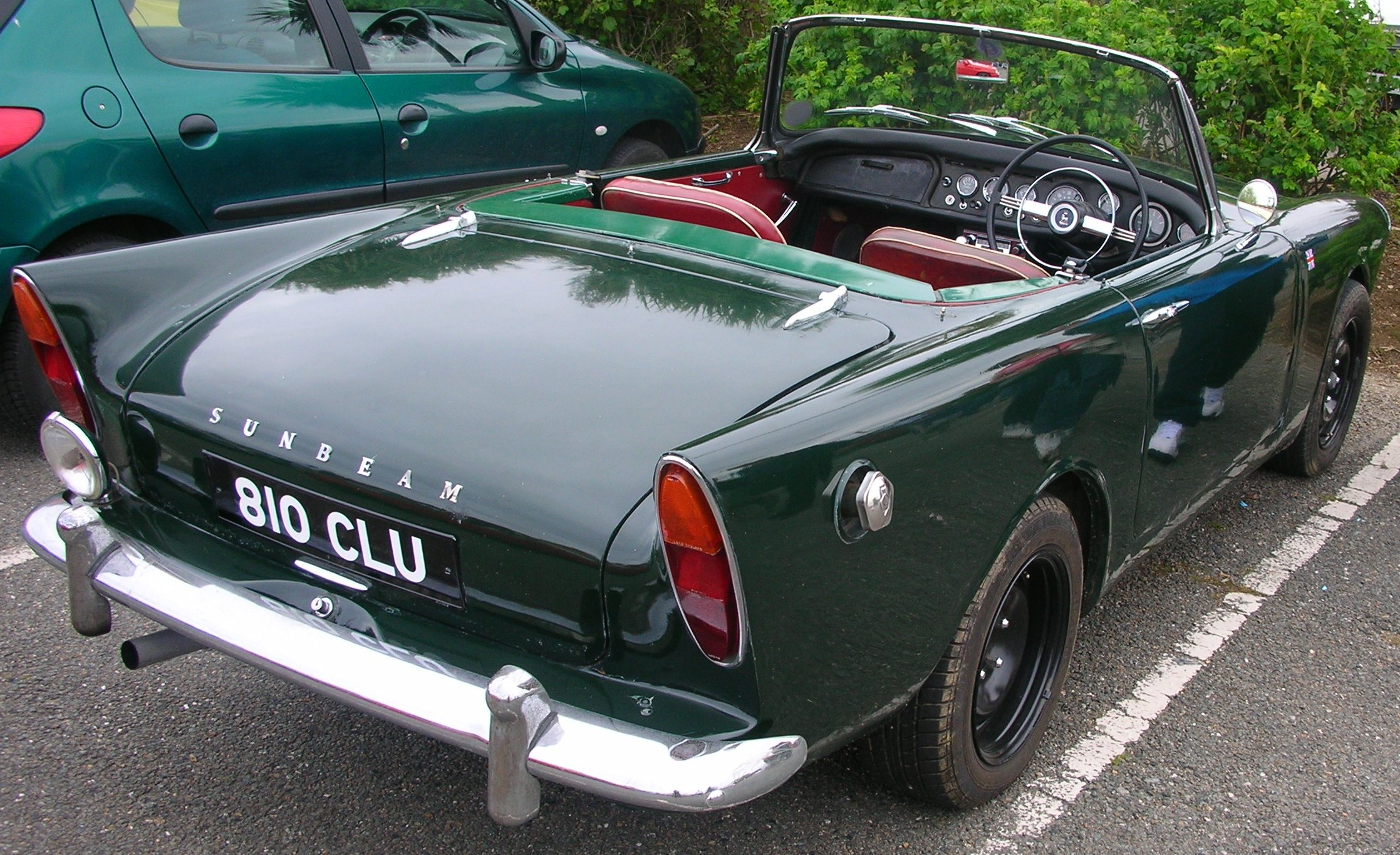
Vista posterior

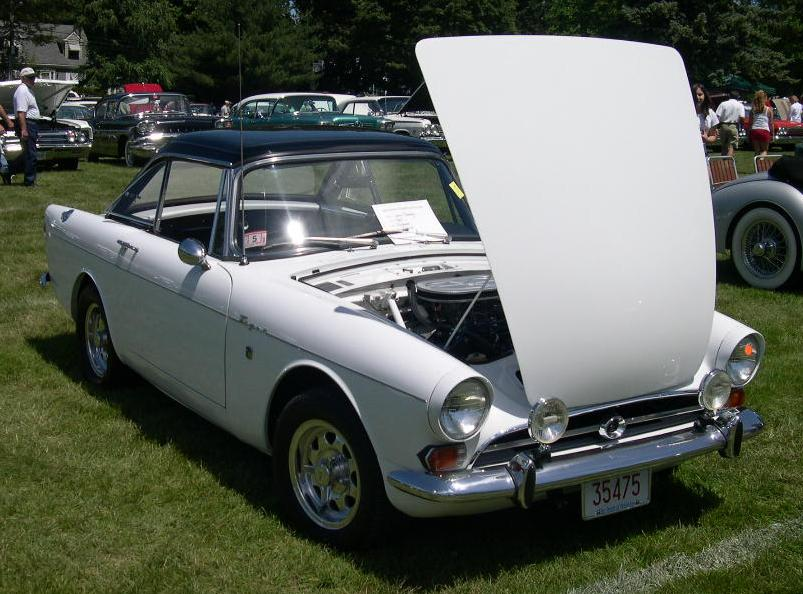
Un Tiger equipado con techo rígido

### La elección del nombre
Inicialmente, el proyecto se llamó Thunderbolt (literalmente Rayo, Relámpago). Más adelante, fue el propio Lord Rootes quien cambió su nombre a Tiger, para recordar al Sunbeam Tiger de los años 1920, el legendario automóvil de competición que logró el récord de velocidad en tierra en 1926.

### Técnica y prestaciones
El motor era un V8 de 4261.4 cc con árbol de levas en cabeza, y una potencia de 164 CV.
Para adaptar el nuevo motor fue necesario modificar la transmisión, así como reforzar la suspensión. Estos cambios implicaron un aumento de peso con respecro al Alpine. El cambio era una caja estándar manual de 4 velocidades. La transmisión automática estaba disponible como opción por 500 dólares.
El Tiger aceleraba de 0 a 60 mph en 7.8 segundos, y alcanzaba las 100 mph en 23.7 segundos. El cuarto de milla, por otro lado, lo recorría en 16 segundos. El Tiger tenía una velocidad máxima de 189 km/h.
El montaje de los coches no se llevó a cabo directamente por Sunbeam, sino que se confió a Jensen Motors. Estaba disponible un kit opcional que elevaba la potencia del Tiger a 245 CV.

## Variantes y ejemplares únicos
De la primera serie, el MkI, se produjeron 6469 unidades. De estas, las últimas 2706 fueron MkIA, una versión en la que se realizaron varios cambios. La primera versión fue equipada con un techo rígido de acero extraíble, que fue reemplazado por una capota de vinilo en el MkIA. Se instaló aire acondicionado, las puertas se sometieron a un ligero remodelado, con nuevas esquinas cuadradas en lugar de redondas, y además se vaciaron del lastre de plomo.
Cupé Harrington
El carrocero Harrington había producido una versión cupé del Alpine, que tuvo mucho éxito en las competiciones, incluidas algunas participaciones en las 24 Horas de Le Mans. Poco después de que el Tiger comenzara a producirse, Sunbeam se dirigió a Harrington para diseñar una versión cupé del nuevo coche. El único prototipo, con número de chasis B9472164HROFE, se completó en 1965. No tuvo continuidad, ya que después de la compra del Grupo Rootes por Chrysler, todos los nuevos proyectos fueron cancelados.

## El MkII
El Tiger MkII se lanzó al mercado en 1967. El automóvil tenía un nuevo motor de 4737 cc, que rendía 200 CV a 4400 rpm, con un par motor de 382.4 N·m a 2400 rpm.

## El Tiger en las competiciones
El Tiger fue diseñado respetando las homologaciones de la FIA para los campeonatos europeos de turismos.
Al igual que el Alpine, el Tiger también participó en competiciones de rally. Fueron significativas las victorias en su categoría en el Rally de Génova de 1964; y en el Rally de Montecarlo y en el Rally Internacional de Escocia de 1965.
En los Estados Unidos, el Tiger participó principalmente en las competiciones de aceleración organizadas por diferentes asociaciones. La más importante era la National Hot Rod Association, que organizaba el "Campeonato Mundial" de dragsters, un campeonato que ganó un Sunbeam Tiger en 1965. El automóvil, que participó en la Clase C, conducido por Stan Peterson, completó el cuarto de milla en 12.9 segundos, con una velocidad en la meta de 110 mph (180 km/h).

### Las 24 horas de Le Mans
El preparador Lister configuró dos versiones del Tiger cupé para participar en las 24 Horas de Le Mans de 1964. La preparación técnica fue confiada a Shelby, quien decidió aumentar el cubicaje del motor, elevando la potencia suministrada a 275 HP. Además de los dos coches de carreras, un tercero también fue modificado para ser utilizado como muletto.
Los Tiger preparados al efecto formaban parte de la clase de prototipos con desplazamiento libre, y se encontraron compitiendo con oponentes como el Ferrari 330 P o el Ford GT40. Sin embargo, demostraron ser rápidos, con una velocidad máxima de 160 mph (257.4 km/h) en la recta de Hunaudières. Los dos Tiger fueron  inscritos en la carrera por los equipos formados por Ballisat/Dubois y Procter/Blumer, pero ambos se vieron obligados a retirarse debido a problemas con el motor, a las 37 y a las 118 vueltas respectivamente.

## Cese de la producción

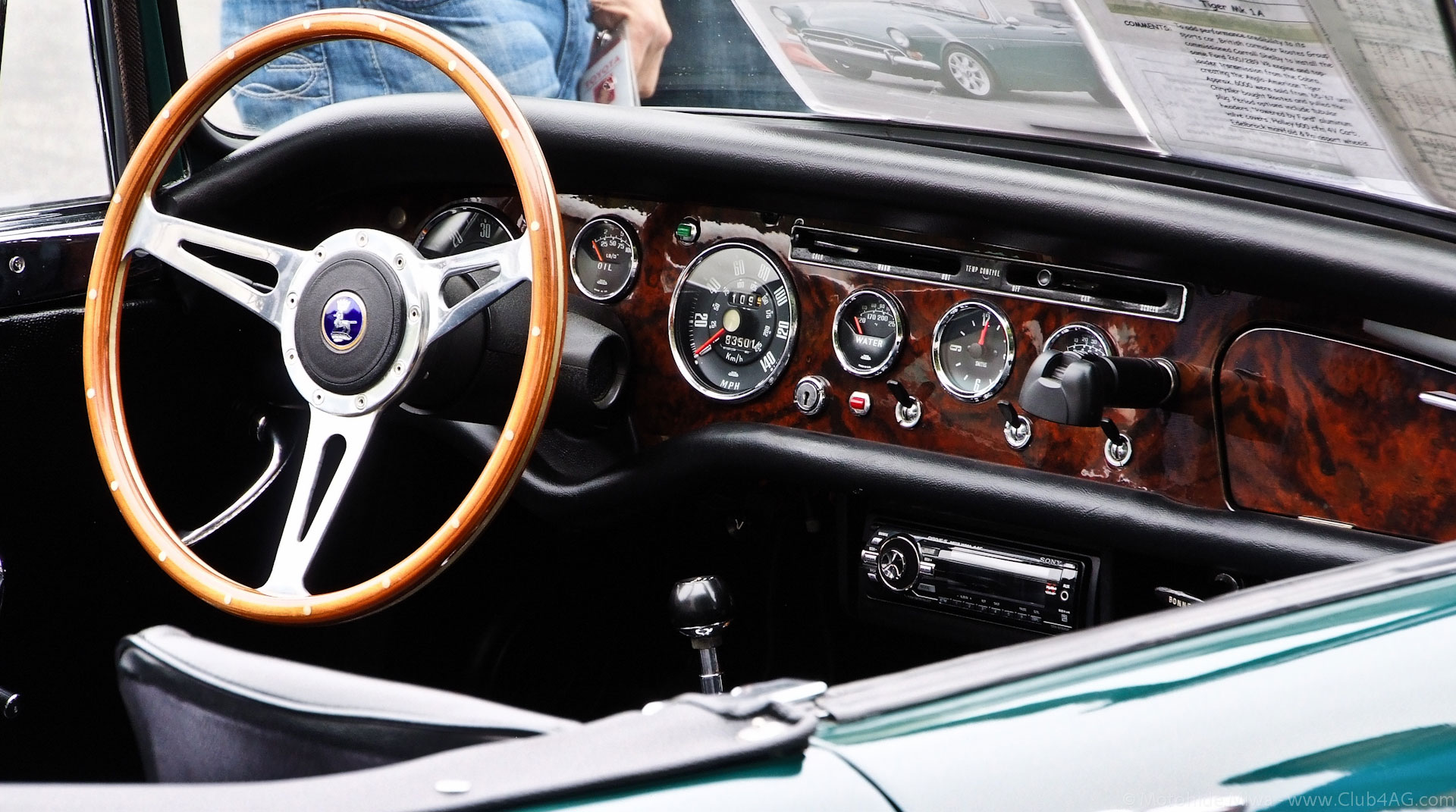
Salpicadero del Sunbeam Tiger

El alto precio de venta, que era igual al de un Chevrolet Corvette y más del doble que el de un Jaguar E-Type, se reflejó en las ventas, que nunca lograron despegar. Además, Chrysler, que recientemente había adquirido el 83 % del Grupo Rootes, no apreciaba el hecho de que el Tiger tuviera un motor Ford.
Poco después de que el nuevo MkII fuese lanzado al mercado, cesó su fabricación. La producción total fue de alrededor de 7000 unidades.

## En la cultura popular
- El Sunbeam Tiger se dio a conocer al público en general como el automóvil del protagonista de la serie de televisión Superagente 86.[3]